# 529
529 (DXXIX) je bilo navadno leto, ki se je po julijanskem koledarju začelo na ponedeljek.

## Dogodki
- Sveti Benedikt ustanovi verski red benediktincev na Monte Cassinu.